# Otolemur
Otolemur är ett släkte i familjen galagoer som i sin tur tillhör ordningen primater. I släktet finns tre arter som förekommer i östra och södra Afrika.

## Beskrivning
Med en kroppslängd av 23 till 46 centimeter, en svanslängd av 30 till 55 centimeter och en vikt av 0,6 till 2 kilogram är arterna i släktet Otolemur störst i familjen. Pälsen är på ovansidan brunaktig till gråbrun och på undersidan ljusare. De stora öronen kan oberoende av varandra vridas fram- och bakåt, liksom hos släktet Galago.
Otolemur lever i träd. De vistas i skogar men förekommer även i gräsland med några träd samt i parker. Dessa djur är aktiva på natten. De går vanligen på fyra extremiteter men har förmåga att hoppa över 2 meter.
Arterna i släktet livnär sig huvudsakligen av trädens vätskor och naturgummi. Dessutom äter de frukter och insekter.
Individerna bildar familjegrupper med 2 till 6 medlemmar. De sover tillsammans men varje exemplar letar ensam efter föda. Reviren kan överlappa något och Otolemur garnettii har allmänt tydligare avgränsade revir. Ibland förekommer strider mellan hannar om territoriet. Några vanor som är typiska för de flesta galagoer förekommer likaså. Arterna har läten som liknar skrik från spädbarn. Individerna fördelar urin på pälsen, antingen som ett doftmärke eller som skydd mot infektioner.
Beroende på art föds upp till tre ungar per kull. Ungen öppnar sina ögon direkt vid födelsen och den kan kravla efter en halv timme. Efter ungefär en månad börjar ungen med fast föda och efter cirka fem månader slutar honan med digivning. Könsmognaden infaller efter cirka 20 månader. I fångenskap kan individerna leva 18 år.

## Arter och status
Enligt Wilson & Reeder (2005) utgörs släktet av tre arter.
- Otolemur crassicaudatus, förekommer från östra Kongo-Kinshasa och södra Kenya till och Sydafrika.
- Otolemur garnettii, lever i södra Somalia, Kenya och Tanzania.
- Otolemur monteiri, kännetecknas av en silveraktig päls. Utbredningsområdet sträcker sig från Angola till Kenya och Tanzania.

O. monteiri räknas av vissa auktoriteter som underart till O. crassicaudatus.
Dessa primater hotas i vissa regioner av skogens omvandling till jordbruksmark. IUCN följer indelningen i två arter och listar båda som livskraftig (LC).